# Gerbillus pyramidum
Gerbillus pyramidum (Піщанка пірамід) — вид родини мишеві (Muridae).

## Поширення
Цей вид зустрічається в долині Нілу і оазах Єгипту, в північному Судані, Чаді, Нігері, Малі, і, можливо, Мавританії. Пов'язаний з піщаними місцями проживання в пустелі і напівпустельних районах.